# Nord (departament)
Nord (wymowaⓘ, nɔːʀ) – departament we Francji w regionie Hauts-de-France. Jest podzielony na prefekturę Lille i podprefektury: Avesnes-sur-Helpe, Cambrai, Douai, Dunkierka i Valenciennes. Departament został utworzony 4 marca 1790 roku.
Departament Nord to ważny okręg przemysłowy Francji, który rozwinął się w XIX wieku. Od drugiej połowy XX wieku trwa proces restrukturyzacji miejscowego przemysłu – zamknięte zostały nierentowne kopalnie, a rozwijane są nowe gałęzie przemysłu. Dominuje tutaj przemysł tekstylny, maszynowy, hutniczy, samochodowy, chemiczny, szklarski, a nowe gałęzie przemysłu to informatyczny, rafineryjny i petrochemiczny.
Departament ma gęstą sieć dróg i linii kolejowych. Przebiegają tutaj magistralne linie kolejowe i autostrady z Lille do Paryża, Calais, Valenciennes i Gandawy w Belgii. Znajduje się tutaj ważny port morski Francji Dunkierka.
W 2023 roku w skład departamentu wchodziło 648 gmin (lista).

## Miejscowości
Największe miejscowości departamentu (w nawiasach liczba ludności w 2021 roku):

- Lille (236 710)
- Tourcoing (99 011)
- Roubaix (98 892)
- Dunkierka (Dunkerque, 86 788)
- Villeneuve-d’Ascq (62 067)
- Valenciennes (42 991)
- Wattrelos (40 836)
- Douai (39 648)
- Marcq-en-Barœul (39 356)
- Cambrai (31 425)
- Maubeuge (29 066)
- Lambersart (27 121)
- Armentières (25 581)
- Loos (23 013)
- La Madeleine (22 488)
- Hazebrouck (21 498)
- Mons-en-Barœul (21 467)
- Wasquehal (20 836)
- Halluin (20 829)
- Croix (20 778)
- Coudekerque-Branche (20 765)
- Denain (20 640)
- Grande-Synthe (20 331)
- Ronchin (19 437)
- Hem (18 713)
- Faches-Thumesnil (18 110)
- Saint-Amand-les-Eaux (15 980)
- Sin-le-Noble (15 603)
- Wattignies (15 531)
- Bailleul (14 869)
- Haubourdin (14 757)
- Hautmont (14 182)
- Caudry (14 070)
- Lys-lez-Lannoy (13 793)
- Roncq (13 784)
- Anzin (13 422)
- Mouvaux (13 173)
- Saint-André-lez-Lille (12 942)
- Seclin (12 834)
- Comines (12 671)
- Raismes (12 055)
- Marly (12 024)
- Somain (11 790)
- Fourmies (11 456)
- Bruay-sur-l’Escaut (11 309)
- Gravelines (11 223)
- Marquette-lez-Lille (11 213)
- Saint-Saulve (11 117)
- Wambrechies (10 798)
- Annœullin (10 780)
- Vieux-Condé (10 446)
- Jeumont (10 342)
- Douchy-les-Mines (10 207)
- Neuville-en-Ferrain (10 160)

## Przypisy

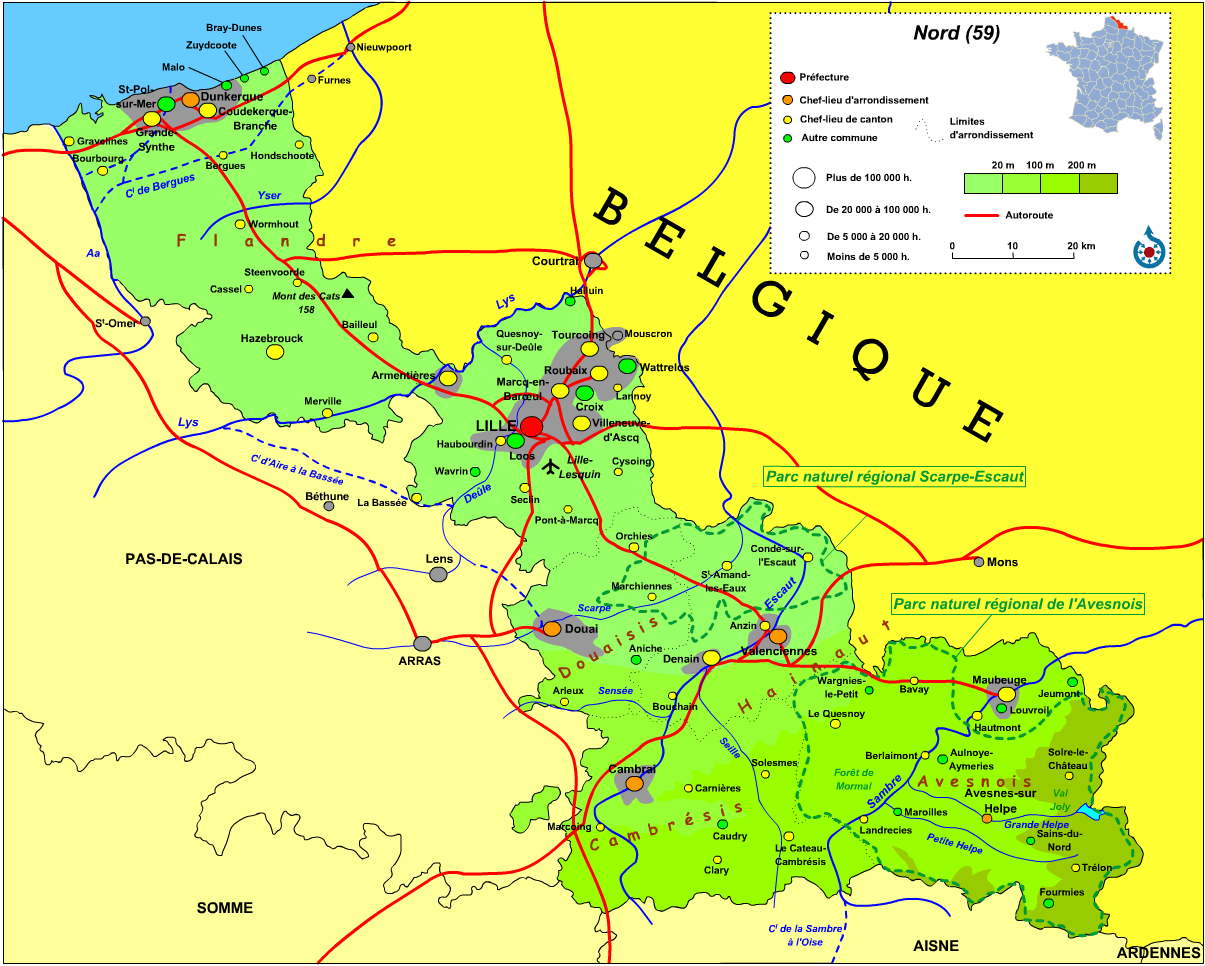
Mapa departamentu Nord